# 國立應用科學學院
法国国立应用科学学院（法語：Institut National des Sciences Appliquées，简称INSA）是一个法国工程师大学校系统。学校成立于1957年，是法国著名的教育部直属培养工程师的大学，又称大学校（Grande École d'Ingénieur）。 该学院共有七个校区，分别位于法国七个不同城市：里昂（LYON），雷恩（RENNES），鲁昂（ROUEN），图卢兹（TOULOUSE），卢瓦尔河谷（Centre Val de Loire），斯特拉斯堡（STRASBOURG），瓦朗谢讷（VALENCIENNES）。INSA大学集团共有约万名在校学生，每年获得工程师文凭的毕业生人数约占法国年培养工程师总数的12%。

## 学校介绍
INSA提供为期五年的高水准工程师精英教育，学生毕业后获得法国高教部授予的工程师文凭，工程师文凭为国家统一文凭， 文凭颁发受全国工程师职衔委员会（CTI）的监督检查，以保证这一文凭的含金量。根据正在实施的法国高等教育体制改革，工程师文凭获得者同时被授予新制硕士学位，即英美国家的理科硕士学位.由于中法政府互认学历,该硕士学位被中国政府认可。
大学一、二年级称为工程师基础阶段学习，侧重于专业基础课和综合课培养。学生成功完成这一阶段课程之后，才能进入INSA各学校进行后三年工程师专业阶段的学习，并最终取得工程师证书和理科硕士学位。毕业生们有机会在INSA的实验室继续从事研究，攻读博士学位,博士阶段学习为三年。
INSA与众多领域的机构、企业集团联系紧密，尤其是世界500强企业，到企业实习成为课程设置必不可少的部分，企业管理人员经常给学生们开设讲座，大学与企业之间有很多共同合作的研发课题。同时，INSA积极促进并加强国际间交流，吸引了很多的外国学生、学者和教师。在五年的学习期间里，有一半多的学生通过学校与外国大学、企业建立的联系或国际科研项目，出国进行学术交流。同时，INSA引进最先进的技术设备，使更多的学生们可以利用电脑网络，多媒体图书馆，信息研究，语言实验室，研发实验设备等等。
INSA注重培养学生的创造性和在实际工作中的操作能力。因此，INSA的毕业生能适应多种领域，如项目管理，项目研究与开发，质量控制与管理等。另一方面，INSA的毕业生既具有坚实的知识基础又拥有国际化背景经验，在企业界受到高度评价，享有极好声誉，并多次被《新经济学家》（NOUVEL ECONOMISTE）评选为法国十大工程师学院之一。2000年1月13日的Nouvel Economiste 杂志（著名的商业先锋杂志），刊登出INSA是最好的几所工程学校之一。其中, INSA-LYON在2004年五年制工程师学校综合排名中名列榜首，INSA-TOULOUSE名列第三。
高水准的科技教育，多元化的国际教育背景，使得INSA历年来培养的毕业生训练有素，成就显著，口碑极佳，所以，从INSA毕业的学生被众多企业赏识，同时又有很好的校友人脉网络，就业前景十分广阔。

## 亚洲项目
INSA亚洲项目最早于1998年启动，是由法国教育部授权落实的著名的国际精英培养计划的组成部分。法国政府对参与精英计划的成绩优秀的理科国际学生每年出资13,500欧元，视同一个法国学生一样，实行全奖免学费，每年仅收注册费约500多欧元，即项目下的每个中国学生5年间可以得到67,500欧元的政府资助。
目前，INSA每年招收一定数量的亚洲学生。这些亚洲学生来自中国，越南，印度，泰国等国家，被录取的学生与法国本土学生混合编班，在一起度过第一阶段的两年学习时光。第一阶段学习结束后，根据学生成绩和学生志愿，学生可选择进入INSA 六个学校的各个专业学习。该计划的目标是使亚洲学生和法国学生在学习期间，能够相互熟悉各自文化，了解未来合作伙伴，以此适应国际化就业环境。
在正式进入大学一年级之前，被录取的亚洲学生必须参加为期500学时左右的法语强化学习以及与INSA教学课目相适应的基础知识学习，讲授法国及欧洲文化背景知识。
进入INSA第一学年的教学安排围绕着知识课，指导课和实践课进行，同时组织经常性测验，以检验学生掌握程度和动手操作能力。 课程包括基础理工学科和人文学科两大部分。基础理工学科以数学，物理为主，辅以化学，计算机等课程。人文学科包括外语，对亚洲学生而言主要是英语、法语、德语或西班牙语，对法国学生则是汉语或日语。参加该项目的亚洲学生的录取标准及教学标准同INSA其它学生一样，注重学生的理科成绩（以数学，物理为主）。同时，为保证毕业生质量，在教学过程中实行严格的淘汰制度。

## 七个校区
INSA集团在法国各地拥有7所学校，分别是：

### 法国里昂国立应用科学学院 INSA de Lyon
INSA----里昂：建于1957年。现约有4200学生，450研究人员/教师，以及在31所研究实验室工作的600研究生。共12所工程院系：计算机科学，电气工程，机械工程――制造，机械工程――研发，机械工程---塑料处理，材料科学工程，通讯学，土木工程与城市发展，能量与环境工程，工业（企业）工程学，生物化学与生物技术，生物信息科学与模型。
查询： www.insa-lyon.fr/asinsa

### 法国图卢兹国立应用科学学院 INSA de Toulouse
INSA----图卢兹：建于1963年。现约有学生2700人，220研究人员/教师，以及在13所研究实验室工作的300研究生。共9所工程院系：生物化学工程，计算机科学，工业工程，机械工程，自动化与电气，应用物理，土木工程，数学工程与建模，网络与电信。
查询：www.insa-toulouse.fr

### 法国雷恩国立应用科学学院INSA de Rennes
INSA----雷恩：建于1966年。学生约有1300人，140研究人员/教师，以及分在10所研究试验室里工作的120研究生。共6所工程院系：土木工程与城市规划，机械工程与自动化，计算机科学，电气工程，电子与通信，纳米技术与材料学。
查询：www.insa-rennes.fr

### 法国鲁昂国立应用科学学院INSA de Rouen
INSA----鲁昂：建于1985年。约有学生1100人，120研究人员/教师，以及分在12所研究试验室的190研究生。共5所工程院系：化学，能量与喷气动力，信息系统，应用数学工程，机械工程,污染与工业危害控制。
查询：www.insa-rouen.fr

### 法国卢瓦尔河谷国立应用科学学院 INSA Centre Val de Loire
INSA----卢瓦尔河谷 : 建于1997年。约有学生1200人。共4所工程院系：工业风险控制，信息安全，工业系统工程，能源风险与环境。
查询: www.insa-centrevaldeloire.fr

### 法国斯特拉斯堡国立应用科学学院 INSA de Strasbourg
INSA----斯特拉斯堡：建于1875年，大约1700学生和100名研究人员/教师，以及在8所研究实验室里工作的研究生50人。共8所工程院系：建筑设计、土木工程、机械工程、地形学、塑料加工、电力工程、气象工程、热交换和空气调节。
查询：www.insa-strasbourg.fr

### 法国上法兰西国立应用科学学院 INSA Hauts-de-France
INSA----上法兰西：前身为ENSIAME，学院是于2002年由三所学校合并而成。2020年1月正式成为INSA的第七所学校。
查询：https://www.insa-hautsdefrance.fr/　　（页面存档备份，存于）